# Происхождение немецкой барочной драмы
«Происхождение немецкой барочной драмы» (нем. Ursprung des deutschen Trauerspiels) — вторая диссертация (хабилитация) Вальтера Беньямина, посвящённая немецкой драматургии периода барокко. Была представлена во Франкфуртский университет имени Гёте в 1925 году и опубликована три года спустя. Беньямин рассчитывал защитить диссертацию и получить должность приват-доцента в университете. Научное сообщество отвергло работу, и Беньямин снял её с рассмотрения на философском факультете, что перечеркнуло его академическую карьеру. Несмотря на первоначальное непризнание, книга была открыта во второй половине XX века и оказала значительное влияние на философскую и литературную критику.
«Происхождение немецкой барочной драмы» рассматривается как ранний шедевр Беньямина, книга резюмирует все его предыдущие работы, в виде прямых или скрытых отсылок, и систематически излагает его эпистемологию. Основные темы работы ― суверенитет, философия истории, секуляризация, аллегория. Автор полемизирует, в частности, с концепцией трагедии Ницше, понятием суверенитета Карла Шмитта, подходом к меланхолии школы Аби Варбурга, теорией модернизации Макса Вебера.

## История написания
Замысел работы относится к 1916 году, когда были написаны два неопубликованных эссе «Барочная драма и трагедия» и «Значение языка в барочной драме и трагедии», излагавшие некоторые ключевые идеи о языке и впервые упоминавшие барочную драму. Поворот Беньямина к этой теме был довольно неожиданным по сравнению с его интересами периода 1916―1924 годов. Тексты содержали ряд тезисов последующей работы: фрагментированная природа барочной драмы; её связь с историческим, не мифическим временем; важность повторения, означающего и означаемого; аллегорическая репрезентация событий и отношение этого способа репрезентации к истории.
В письме Гофмансталю от 30 июля 1917 года Беньямин упоминал, что получил на день рождения раритетное издание произведений Андреаса Грифиуса. Первоначально он планировал диссертацию на тему связи между словом и понятием, что нашло отражение в предисловии. «Новая работа» впервые упоминалась в письме к Ф. К. Рангу от 23 марта 1923 года. Согласно сентябрьскому письму к Рангу, Беньямин, не будучи уверенным в результате, собирался «во что бы то ни стало завершить работу над сложным материалом, требующим тонкого анализа». В письме к тому же корреспонденту от 7 октября была сформулирована центральная идея: противопоставить барочную драму трагедии через теорию аллегории. Беньямин работал весь 1923 год, хотя сомневался в успехе диссертации; работа проходила на фоне семейных (болезни родственников) и материальных проблем, и растущего одиночества. К концу года он закончил библиографические изыскания, завершив, как свидетельствует письмо к Рангу от 7 декабря, теоретическую основу предисловия, и с начала 1924 года стал работать более интенсивно. В этот период защита диссертации виделась ему более оптимистично (он планировал в дальнейшем написать «большой иллюстрированный труд» по барочным символам), хотя Беньямин признавался Рангу в узкой эмпирической базе и в сложностях структурирования всего материала. Письмо к Шолему от 5 марта 1924 года содержало окончательный план диссертации.
В общей сложности подготовка диссертации заняла более двадцати месяцев, Беньямин постарался изучить все доступные материалы в Берлинской государственной библиотеке. Он отобрал из барочной литературы 600 цитат, многие из которых были довольно редкими. Работа писалась с мая 1924 года по апрель 1925 года. С мая по октябрь 1924 года Беньямин находился на Капри, где медленно работал над книгой. К сентябрю было закончено предисловие и главы, посвящённые суверену и противопоставлению трагедии и барочной драмы; в тот период прочтение «Истории и классового сознания» Лукача и растущий интерес к коммунизму влияли на процесс написания диссертации, хотя не выражались прямо в тексте. Вернувшись в Берлин, с декабря Беньямин работал с большим упорством. В письме к Шолему от 22 декабря он сообщал, что закончил черновой вариант основной части и что задача в целом была выполнена; Беньямин опасался, что работа выглядит как калейдоскоп из цитат. С исследованием Э. Панофски и Ф. Закля о «Меланхолии» Дюрера он ознакомился уже после написания большей части диссертации. «Драма» была практически закончена к февралю 1925 года.
Беньямин представил законченную диссертацию на философский факультет Франкфуртского университета в 1925 году. Члены факультета, в числе которых был и Макс Хоркхаймер, посчитали диссертацию слишком туманной и настояли, чтобы Беньямин забрал работу до формального отклонения. Профессор Ганс Корнелиус начал свой отзыв со слов, что «сочинение господина Беньямина…чрезвычайно трудно читать. Автор не объясняет смысл употребления многих терминов». После публикации книги в издательстве «Rowohlt» несколько учёных отказались писать рецензии.
Эта неудача стала одним из главных событий в жизни Беньямина, который не смог получить академический статус со стабильным доходом и в некотором смысле сам стал «трагическим» героем. Одной из причин отклонения называется антисемитизм немецкой профессуры.
Работа состоит из двух глав ― «Драма и трагедия» и «Аллегория и драма» ― и «Эпистемологического предисловия». Теоретическая часть предисловия отсутствовала в редакции текста для Франкфуртского университета.
Монография была частично опубликована в издательстве «Neue Deutsche Beiträge» в 1927 году, полное издание вышло в 1928 году. Рукопись хранится в архиве Шолема в Иерусалиме.

## В ранних работах
В «Задаче переводчика» чистый язык определяется как становление языка или движение языков, поскольку «то, что стремится представить (darstellen) и даже воссоздать (herstellen) себя в становлении языков, есть ядро чистого языка». По мнению Хансен, имманентная связь между чистым языком и конкретными языками (хотя он и преодолевает разнообразие языков) имеет структурное сходство с «нечувственным подобием» из «Учения о подобии». Схема воспроизводится в предисловии, где Беньямин говорит «скрытой символической стороне», которая прячется за «очевидным профанным значением». В «Задаче переводчика» Беньямин, в рамках своей критики философии субъективизма, разграничивает историю произведений искусства и человеческую историю . В различии истории переводов и человеческой истории он акцентирует первое: традиция переводов или история как перевод оказываются трансцендентным и одновременно имманентным по отношению к человеческой истории. Эта форма истории составляет модель для «естественной истории» в «Эпистемологическом предисловии»: история произведения и переводов есть объективная, нечеловеческая и негуманистическая история, поскольку она связывается с реляционными понятиями (Relationsbegriffe) и их отношениями, которые «применяются не только по отношению к человеку».
Как отмечает Дэвид Феррис, «Происхождение немецкой барочной драмы» — единственная книга Беньямина в жанре критики. Его первая диссертация о йенских романтиках, опубликованная в виде книги, была менее глубокой, в ней недоставало критической аргументации.

## Основные идеи
В работе выделяются следующие темы: соотношение трагедии и барочной драмы, суверен и мученик, меланхолия, аллегория.
В эпистемологическом предисловии (нем. Erkenntniskritische Vorrede) Беньямин методологически обосновывает собственную теорию критики, проблематизируя существующие дисциплинарные подходы и намечая концепцию аллегорического опыта. Его рассуждения подразумевают пересмотр теории познания, необходимость междисциплинарного подхода к произведениям искусства, что позволило бы преодолеть гносеологические и исторические ограничения философии и истории искусства (в частности, истории литературы). Беньямин показывает недостатки использования только одного подхода через демонстрацию преимуществ альтернативных подходов. Философия искусства не учитывает исторический аспект, хотя правильно концентрируется на проблеме сущности. История искусства, напротив, не способна предложить концепцию сущности, занимаясь исторической генеалогией. Беньямин указывает на необходимость радикального переосмысления эстетики и истории на основе исторической концепции сущности и философского понимания истории. Свою интерпретацию он называет «историко-философской» (geschichtsphilosophisch), причем теологический аспект неустраним из этого взгляда на историю.
Как отмечала Хансен, эпистемологическое предисловие отвечало на дискуссии XIX ― начала XX века о теориях истории и представляло «платоническую теорию науки» как основу для философии, философии истории и философской эстетики. Обратившись к началам западной метафизики, Беньямин пытался преодолеть дуализм между аисторической доктриной Идей и исторической случайностью. Этому служила категория «истока», которая также была нацелена против историзма и неокантианства: с одной стороны, «исток» позволил Беньямину атаковать индуктивизм эмпирических форм историзма (в истории искусства и литературоведении) и, с другой, подвергнуть сомнению неокантианское разграничение исторических и естественных наук. «Профанные» аспекты дополняются теологическими ― Беньямин трактует учение об Идеях через Каббалу, определяя истину как божественное слово.
Беньямин призывает вернуться к Платону, одновременно провозглашая разрыв с субъективизмом, трансцендентализмом и эпистемологией: философия должна пониматься как вопрос об истине, а не о познании (как в кантианстве) или рефлексии. Беньямин говорит о «смерти интенции», задача философа — не эпистемологические вопросы, а репрезентация (Darstellung) Идей. При этом отвергается модель рефлексивного сознания в пользу языковой природы истины, которая, с точки зрения Беньямина, не учитывается в знаковых системах математики. Философия, напротив, постоянно вовлечена в проблему репрезентации, которую математика, с её ориентацией на знание, элиминирует: «философское учение покоится на исторической кодификации. К ней more geometrico не подступиться». Поскольку истина, согласно Беньямину, не постигается средствами познания или через понятия, философии остается форма трактата; методология состоит в репрезентации обходным путем. По оценке Хансен, подход к философии как репрезентации полемизировал как с претензиями идеалистических систем на всеобщность (включая кантианское движение к математической формализации), так и с позитивизмом. Как резюмирует Хансен, в предисловии автор сформулировал идею об «объективную интерпретацию» феноменов, завершив свои поиски объективного обоснования истории в художественном произведении. Новая модель исторического анализа и новое понимание истории, более не определяемое интуицией (Кроче) или вчувствованием (Дильтей), основывались на понятиях «естественной истории» и «истока»; это понимание включало этико-теологические аспекты и поэтому ставило под вопрос человеческое действие (аgency) в истории.
Вместо изучения наиболее известных фигур драматургии барокко, таких как Кальдерон или Шекспир, Беньямин сосредоточился на неизвестных немецких авторах XVI и XVII веков: Мартин Опиц, Андреас Грифиус, Йоанн Кристиан Хальман, Даниэль-Каспар фон Лоэнштайн и Аугуст Адольф фон Хаугвиц. Этих драматургов критики ранее считали слишком грубыми, догматичными и жестокими для подлинного искусства, однако для Беньямина они лучше всего отражали уникальную культурную и историческую атмосферу эпохи. Беньямин отказывается рассматривать эти пьесы в рамках аристотелевской эстетики, восходящей классической трагедии. Он скорее следует ницшеанской метафизике, его исследованию трагедии через диалектику аполлонической видимости и дионисийской истины. Беньямин утверждает, что «Рождение трагедии» проблематизирует «компетентность неуправляемых чувств „современного человека“…в суждении о трагедии». В то же время Ницше, сведя трагический миф к эстетике и отказавшись от историко-философского понимания трагедии, не смог выявить её политическую и этическую значимость. Если Ницше предпочитает греческую трагедию современной драме, то Беньямин исследует исторические возможности существования трагедии в современных условиях (за рамками теории трагедии Ницше).
В качестве объединяющей черты «драмы траура» («драмы скорби») Беньямин выделил тему «суверенного насилия». В навязчивом внимании к интригам при дворе и «жажде крови» авторы эпохи барокко разорвали связь с мифической традицией классической трагедии и создали новую эстетику, основанную на напряженном взаимодействии между христианской эсхатологией и человеческой историей, трансцендентным и имманентным. Предвосхищая свой последующий интерес к осмыслению истории, Беньямин заключал, что барочные пьесы показывают, как в процессе секуляризации история утрачивает эсхатологическую направленность на избавление и превращается в арену профанной борьбы за политическую власть. Суверен олицетворяет историю; как парадигмальная политико-теологическая фигура эпохи барокко он воплощает её двойственность, неотделимую проявлений театральности. В нём сочетаются и мученик, и тиран, суверен является двойником трагического героя.
Беньямин определяет «сердцевину искусства» барочной драмы: «Историческая жизнь, как она представлялась той эпохой ― вот её содержание, её истинный предмет. Этим отличается она от трагедии. Ведь предмет трагедии ― не история, а миф». Беньямин разграничивает барочную драму как историю и трагедию как миф. Его рассуждения разворачивается следующим образом. Барочные драмы не просто отражали историческую жизнь конкретной эпохи, а подчиняли историю искусству. Эти пьесы присваивали исторические события и связывали их друг с другом так, как может делать только искусство. В этом контексте важна искусственность пьес: барочная драма разрывает связь между репрезентируемыми событиями и внешним миром как источником этих событий. Исторические события разбросаны по пьесам как руины, которые невозможно собрать в целостное представление о прошлом. Беньямин приходит к выводу, что «драма скорби» не просто является жанром своего времени; она способствовала формированию современного понимания истории и искусства как руин. Меланхолия является функцией барочной аллегории, и, напротив, её схемой: «мир» выглядит меланхоличным, однако меланхолия не столько репрезентируется, сколько присутствует в барочной драме. Театральность («демонстративность») в барочной драме принадлежит к политике меланхолии и детерминирует аллегорию. Беньямин обнаруживает аллегорическую структуру в барочной драме и осуществляет аллегорическую трактовку трагедии.
Согласно С. Веберу, Беньямин, во-первых, пытается рассмотреть теорию трагедии с историко-философской точки зрения; во-вторых, в его концепции барочная драма является полностью современном явлением; в-третьих, по Беньямину, современные теории трагедии не могут понять историческую природу барочной драмы, поскольку упраздняют философию истории: это упразднение само продолжает элиминирование «исторического» в барокко. Забвение исторического и составляет историческое значение барокко, оно «одновременно конститутивно и недоступно для модерна»: историчность модерна заключается в стирании исторического. Как пишет Вебер, Беньямин сначала пытается реконструировать забытое, чтобы затем артикулировать непреодолимое расстояние между ним и его современным наследником (если можно вообще говорить о преемственности).
Согласно Адорно (1932), в «Происхождении…» Беньямин инициировал поворот к глубоко антиидеалистическому пониманию истории, поскольку рассматривал распад и преходящесть естественной истории (Naturgeschichte). Бренность и природы, и истории, по Адорно, разрешала идеалистические противоречия между историей и необходимостью, свободой и природой. Вместо рассмотрения действительности, наполненной смыслом, Беньямин вывел на первый план аллегорию, представил овеществленную и отчужденную реальность; образ истории воплощало лицо, отмеченное печатью смерти (facies hippocratica). Адорно считал, что беньяминовская семиотика аллегории радикально порвала с трансцендентализмом, который сохранялся даже в герменевтике Хайдеггера. Как отмечает Беатрис Хансен, в работе Беньямин развернул цельную и оригинальную концепцию «естественной» или нечеловеческой истории, соединив её с критикой философии субъекта. С одной стороны, ещё Адорно предполагал, что в книге Беньямин имплицитно полемизировал с «историчностью» Хайдеггера. С другой стороны, как указывает Хансен, центральное для Беньямина понятие истока объединяло трансцендентальную философию с мимолетностью и случайностью, сингулярностью и изменчивостью. Естественная история акцентировала процессы быстротечности и логику распада, противостояла категориям человеческой свободы и исторической телеологии в просвещенческих и постпросвещенческих концепциях истории. Эта новая модель истории была призвана преодолеть идеалистическую герменевтику, в основе которой лежало представление о субъекте.
Сэмюэль Вебер поместил работу Беньямина в контекст структуралистских и постструктуралистских дебатов об истории, инициированных атакой Леви-Стросса на понятие «историчности» Сартра и включающих хабермасовскую критику негативной диалектики Адорно, генеалогии Фуко и деконструкции Деррида. Фигура «замерзания» (Erstarren), или остановки, которая с позиций Хабермаса указывает скорее на «независимость» неактуального и абстрактного (то есть на трансцендентализм, или, по его выражению, «трансцендентальный историзм» у Фуко), для Беньямина влечет «историко-философское» понимание идеи. Эти размышления приводят к переосмыслению понятия «истока» (происхождения) и, следовательно, понятий истории и традиции. По мнению Вебера, несмотря на явную связь с гегельянством через Лукача, как минимум разрешения диалектического противоречия у Беньямина не происходит. Понятие истока оказывается, по Веберу, не просто исторической категорией, а сущностью исторического; Беньямин определяет исток в часто цитируемом фрагменте предисловия:

Происхождение, хотя и совершенно историческая категория, не имеет ничего общего с возникновением. В происхождении не предполагается никакого становления возникшего (Werden des Entsprungenen), скорее подразумевается возникновение из становления и исчезновения. Происхождение стоит в потоке становления как водоворот и затягивает в свой ритм материал возникновения. В наготе очевидной наличности фактического относящееся к происхождению никогда не проявляется, и его ритмика открыта исключительно для двойного понимания. Она может быть познана с одной стороны как реставрация, восстановление, и как именно в этом не законченное, не завершенное ― с другой. В каждом феномен происхождения определяется фигура (Gestalt), в которой идея то и дело спорит с историческим миром, пока не обретет явленную завершенность в своей истории. Таким образом, происхождение не выделяется из фактической наличности, а относится к её пред- и постистории. Направляющие философского рассмотрения начертаны в диалектике, присущей происхождению. Согласно ей во всем сущностном неповторимость и повторяемость оказываются взаимно обусловленными. То есть категория происхождения не является, как полагает Коген, чисто логической, она историческая. 
С. Вебер так реконструирует логику Беньямина: сначала исток вводится как историческая категория, затем «историческое» определяется более традиционно, как генетический процесс возникновения, или становления (Entstehen). Далее автор добавляет негативное описание, отрицая аспекты рождения и возрастания: исток не является становлением того, что уже возникло, а скорее представляет собой порождение (Entspringendes) того, что возникнет и исчезнет (Werden und Vergehen). На уровне грамматики «исток» относится к настоящему, в нём противоречиво сходятся процессы становления и исчезновения, развития и распада. Вебер отмечал, что Беньямин прежде всего исследует исток как возможность «остановки», в которой «подвешиваются» «скачок» или «прыжок» ― между прошлым и будущим, началом и концом. Первоначально исток как скачок отличается от возникновения, однако Беньямин помещает его как остановку (steht) в поток становления; рассмотрение истока как наблюдаемой или физической вещи резко сменяется определением истока как вечного движения. Истоку приписывается сила (вихрь или водоворот), которой он воздействует на материал возникновения. Исток пульсирует в потоке времени и, поскольку не является сущностью или вещью, не воспринимается на уровне фактов: организуя «материал» фактического, исток не сводится к материальным элементам. В своей двойственности исток нацелен не на будущее, а на прошлое, он стремится не к новому, а к реставрации или воспроизводству, которые никогда не завершаются. Поэтому исток не является становлением или возникновением, а буквально консервативен и однообразен.
Как пишет Хансен, Беньямин, связывая бытие и становление, предположительно сближается с хайдеггеровской интерпретацией Ницше. Хайдеггер считал, что Ницше пытался совместить целостное бытие Парменида и становление Гераклита. Тем не менее, Хансен полагает, что Беньямин, не соглашавшийся с концепцией воли к власти, намеревался преодолеть теорию вечного возвращения, в которой он усматривал проявление в истории мифической власти. Беньямин считал принцип повторения неубедительным и недостаточным поскольку с его помощью нельзя объяснить главные антиномии истории. С этой точки зрения, понятие «истока» было призвано объединить историческую сингулярность и повторение, оно полемизировало не только с неокантианством и историзмом, но и с вечным возвращением.

## Значение
Как отмечает Д. Феррис, «Происхождение немецкой барочной драмы» стала одной из самых важных критических работ XX века, более актуальной в начале XXI века, чем в момент написания ― работа была забыта и игнорировалась в течение первых десятилетий после публикации. Значение книги связывается не с предметом исследования ― барочной драмой, а с анализом эпохи модерна и «руин», новым пониманием аллегории. Теория аллегории Беньямина нашла широкое признание и применение, его анализ стал одним из краеугольных камней изучения модерна. Предисловие часто рассматривалось как прямое изложение эпистемологии Беньямина, введенные в нём концепты связывались с другими его работами,